# Karosa C 733
Le Karosa C 733 est un autocar prototype produit par le fabricant de bus tchèque Karosa en 1973 et 1974. Il fait partie de la Série 700 de la marque.

## Historique
Seulement deux exemplaires seront fabriqués. Ils seront nommés C1 et C2.
Les C 733 sont les tout premiers véhicules de la Série 700 à avoir été fabriqués pour remplacer la Série Š.

## Désignation du modèle
- C = interurbains (autocars).
- 7 = numéro de la succursale (la nomenclature de produits d'ingénierie) du bus.
- 3 = longueur : environ 11 m.
- 3 = type du distance et boîte de vitesses : régionales avec une transmission automatique.

## Les différentes versions
- B 733 (1973 - 1974)
  - C1 (1973) : prototype.
  - C2 (1974) : prototype.
- C 734 C3 et C4 (1975) : prototypes qui mèneront au véhicule de série.